# Distretto di Dayi Nord
Il distretto di Dayi Nord (ufficialmente North Dayi District, in inglese) è un distretto della Regione del Volta del Ghana.
Il distretto è stato costituito nel 2012 scorporando del territorio dal distretto di Kpando, rinominato poi distretto municipale di Kpando.